# Ecomuseu
Un ecomuseu és un tipus de museu, creat a partir de la nova museologia, basat en la identitat d'un territori, sustentat en la participació dels seus habitants, i creat amb la finalitat del creixement del benestar i del desenvolupament de la comunitat. El concepte va ser introduït pel museòleg francès Hugues de Varine el 1971.

## Definició
Una de les primeres definicions d'ecomuseu va ser la feta per Hugues de Varine (1971), i que es refereix a les diferències entre museus tradicionals i ecomuseus: «El museu "normal" és un edifici, una col·lecció, públic / L'ecomuseu és un territori, patrimoni, comunitat». Aquesta definició contraposava els museus tradicionals (que tenen una col·lecció, un edifici i uns visitants) amb els nous museus com els ecomuseus (patrimoni, territori, comunitat). D'aquesta manera, les bases dels museus tradicionals es modificaven substancialment. parece el concepto de Museo Integral. El concepte d'ecomuseu va ser inventat per de Varine i propasada per primera velada a la IX Conferència General de l'ICOM a Grenoble el 1971.
La Mesa de Santiago (1972) va contribuir al desenvolupament de la nova museologia en considerar que calia una nova idea de museu: el museu integral, destinat a donar a la comunitat una visió integral del medi ambient natural i cultural. Por després, a una reunió internacional de l'ICOM el 1972 va presentar-se una definició "oficial" de l'ecomuseu, per part de Georges Henri Rivière (Figura 1), definició que va ser millorada el 1980. Segons apuesta definició:
| « | Un eco-museu és un instrument que el poder i la gent dissenyen, construeixen i administren conjuntament. Aquest poder, amb els experts, les instal·lacions, els recursos que proporciona. Aquesta població, d'acord amb les seves aspiracions, el seu coneixement, la seva capacitat per apropar-se. Un mirall en què es mira aquesta població, per reconèixer-la, on busca l'explicació del territori a què s'adjunta, unida a la de les poblacions que l'precedien, en la discontinuïtat o continuïtat de generacions. Un mirall que aquesta població tendeix als seus convidats, a comprendre millor, pel seu treball, el seu comportament, la seva intimitat. Una expressió de l'home i la natura. L'home s'interpreta en el seu entorn natural. La naturalesa és salvatge, però també com la societat tradicional i la societat industrial s'han adaptat a la seva imatge. Una expressió del temps, quan l'explicació es remunta al temps en què l'home va aparèixer, s'estén pels temps prehistòrics i històrics que va viure, condueix al moment que viu. Amb una obertura als temps del demà, però, no obstant això, l'ecomuseu és un fabricant de decisions, però en aquest cas, té un paper d'informació i d'anàlisi crítica. Una interpretació de l'espai. Espais privilegiats, on aturar-se, on caminar. Un laboratori, en la mesura que contribueix a l'estudi històric i contemporani d'aquesta població i el seu entorn i promou la formació d'especialistes en aquests camps, en cooperació amb organismes de recerca externs. Un lloc de conservació, en la mesura que contribueix a preservar i potenciar el patrimoni natural i cultural d'aquesta població. Una escola, en la mesura que associï aquesta població amb les seves accions d'estudi i protecció, on l'anima a comprendre millor els problemes del seu propi futur. Aquest laboratori, aquest conservatori, aquesta escola està inspirada en principis comuns. La cultura que reclamen ha d'entendre's en el seu sentit més ampli, i s'esforcen per donar-los a conèixer la dignitat i l'expressió artística, de qualsevol capa de la població que emanïn de les manifestacions. La diversitat és il·limitada, ja que les dades difereixen de la mostra a la mostra. No es tanquen, reben i donen. | » |

El primer museu que va prendre el nom d'Ecomusue va ser el de Le Creusot-Montceau el 1974. Tot i que segons de Varine el model era diferent, per a molts joves museòlegs que van visitar Le Creusot als anys 70, aquest museu es va convertir en un «model» i va donar a llum una nova categoria d'ecomuseus, que posteriorment va anomenar els «ecomuseus de desenvolupament» per distingir-los dels ecomusus ambientals.
El Natural History Committee de l'ICOM ha elaborat una pròpia definició de ecomuseu. «L'ecomuseu és una institució que gestiona, estudia i valora —amb finalitats científiques, educatives i, en general, culturals— el patrimoni general d'una comunitat específica, inclòs l'ambient natural i cultural del medi. D'aquesta manera, l'ecomuseu és un vehicle per a la participació cívica en la projecció i en el desenvolupament col·lectiu. Amb aquesta finalitat, l'ecomuseu es serveix de tots els instruments i els mètodes a la seva disposició per tal de permetre al públic comprendre, jutjar i gestionar —de forma responsable i lliure— els problemes amb què s'ha d'enfrontar. En essència, l'ecomuseu utilitza el llenguatge de la resta, la realitat de la vida quotidiana i de les situacions concretes per tal d'assolir els canvis desitjats».

## Ecomuseus
L'ecomuseologia va impregnar l'evolució dels museus a Catalunya i Espanya durant els anys vuitanta, tot i que la denominació d'ecomuseus no apareix fins a la dècada dels noranta del serle XX. Els principal ecomuseus a Catalunya, Illes Balears i País Valencià són les següents:
- Ecomuseu de les Valls d'Àneu. Esterri d'Àneu (Catalunya). És el més conegut i amb una major trajectòria. Creat a partir del model de museu radial, gestiona del patrimoni de les Valls.
- Ecomuseu-Farinera Castelló d'Empúries (Catalunya).
- Ecomuseu del Cap de Cavalleria (Menorca). Va tancar les portes el 2013
- Ecomuseu del Parc Natural del Delta de l'Ebre (Catalunya)
- Ecomuseu de la Vall d'Ora (Catalunya)
- Ecomuseu del Molí Petit, Sant Joan de les Abadesses (Catalunya)
- Ecomuseu Casa Sintet, Alins (Catalunya)
- Ecomuseu dels Pastors de la Vall d'Àssua, LLessuí (Catalunya)
- Ecomuseu dels Ports, Horta de Sant Joan (Catalunya)
- Ecomuseu del Moianès. Moià (Catalunya)
- Ecomuseu de Sant Joan de l'Avellanet. Bagà (Catalunya)
- Ecomuseu Joanchiquet. Vilamòs (Val d'Aran)
- Ecomuseu del Molinar. Montuïri (Mallorca). Projecte no acabat, pero amb l'edifici construït.[7]
- Ecomuseu Son Lladó. Campos (Mallorca)
- Ecomuseu dels Closos de can Gaià. Felanitx (Mallorca)[8]
- Ecomuseu de Bicorp (València)
- Ecomuseu Viu de la Vall de Vernissa (València). Projecte
- Ecomuseo Aras de los Olmos (València).

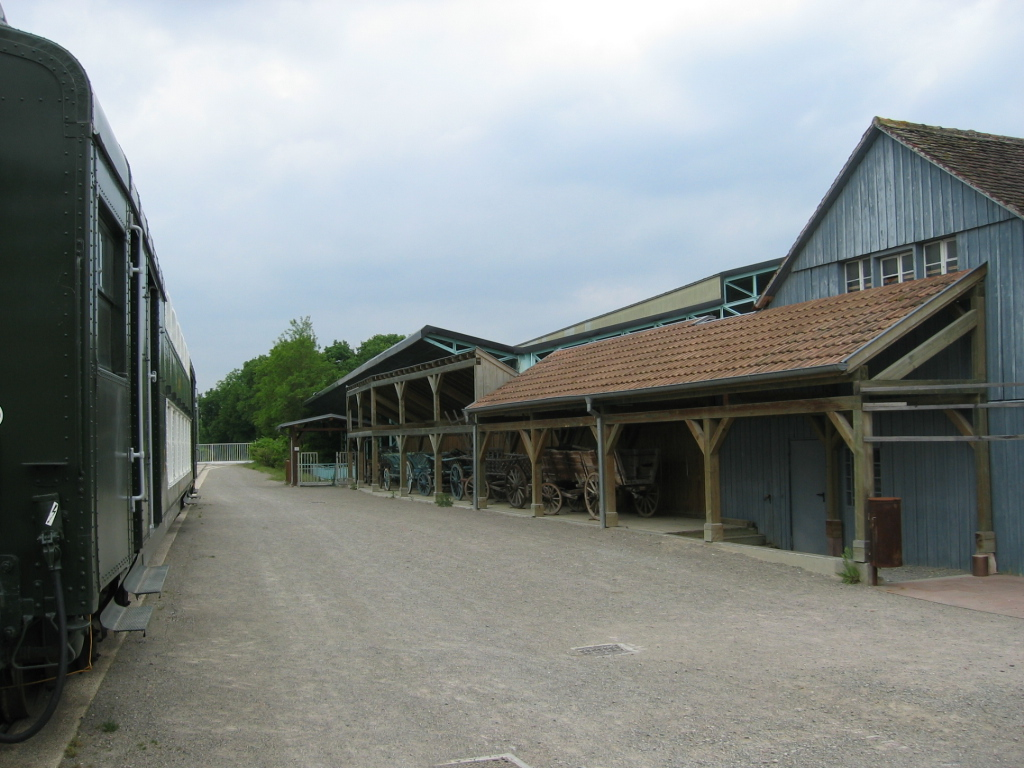
Ecomusée d'Alsace
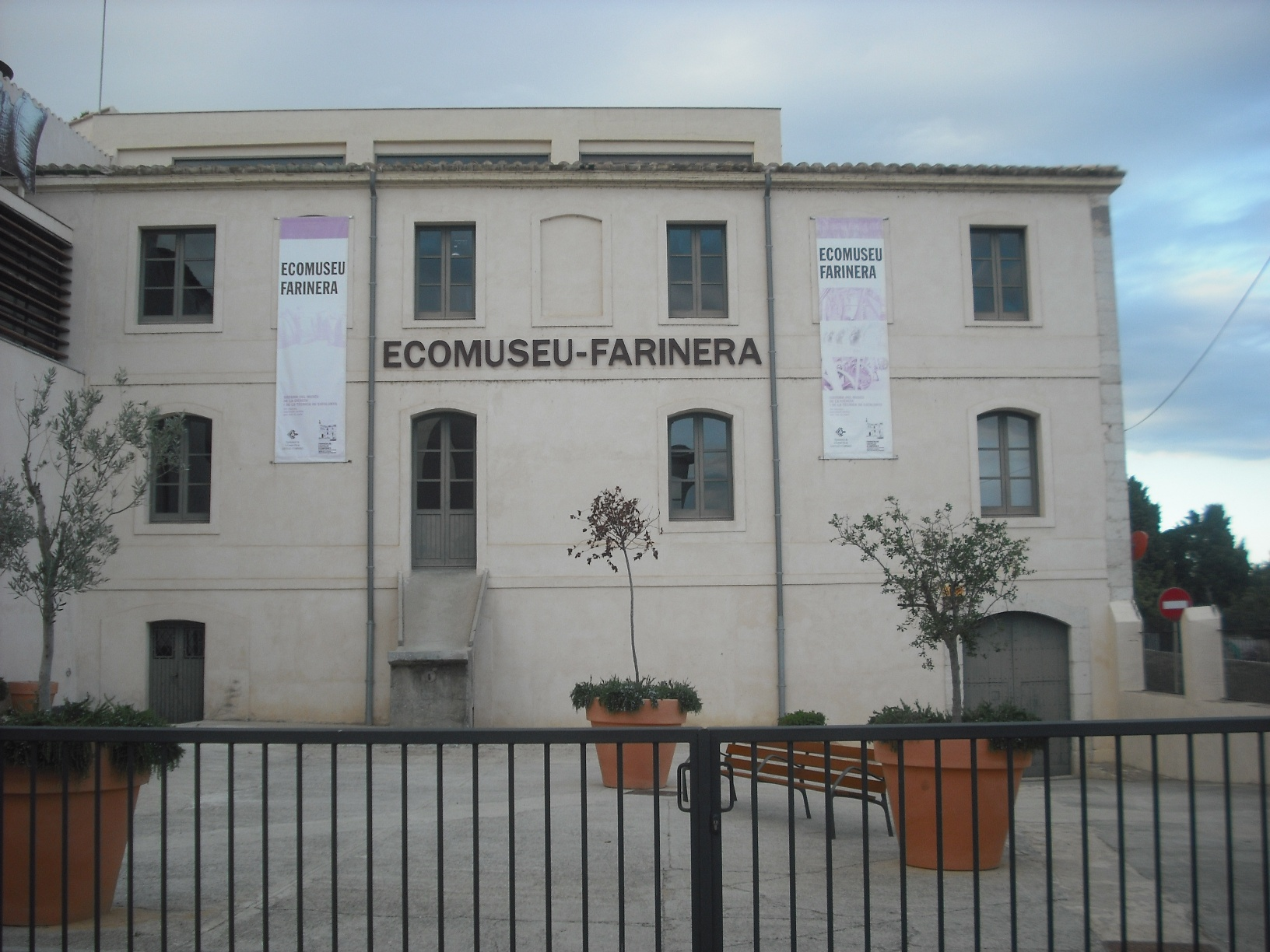
Ecomuseu de la Farinera. Castelló d'Empúries
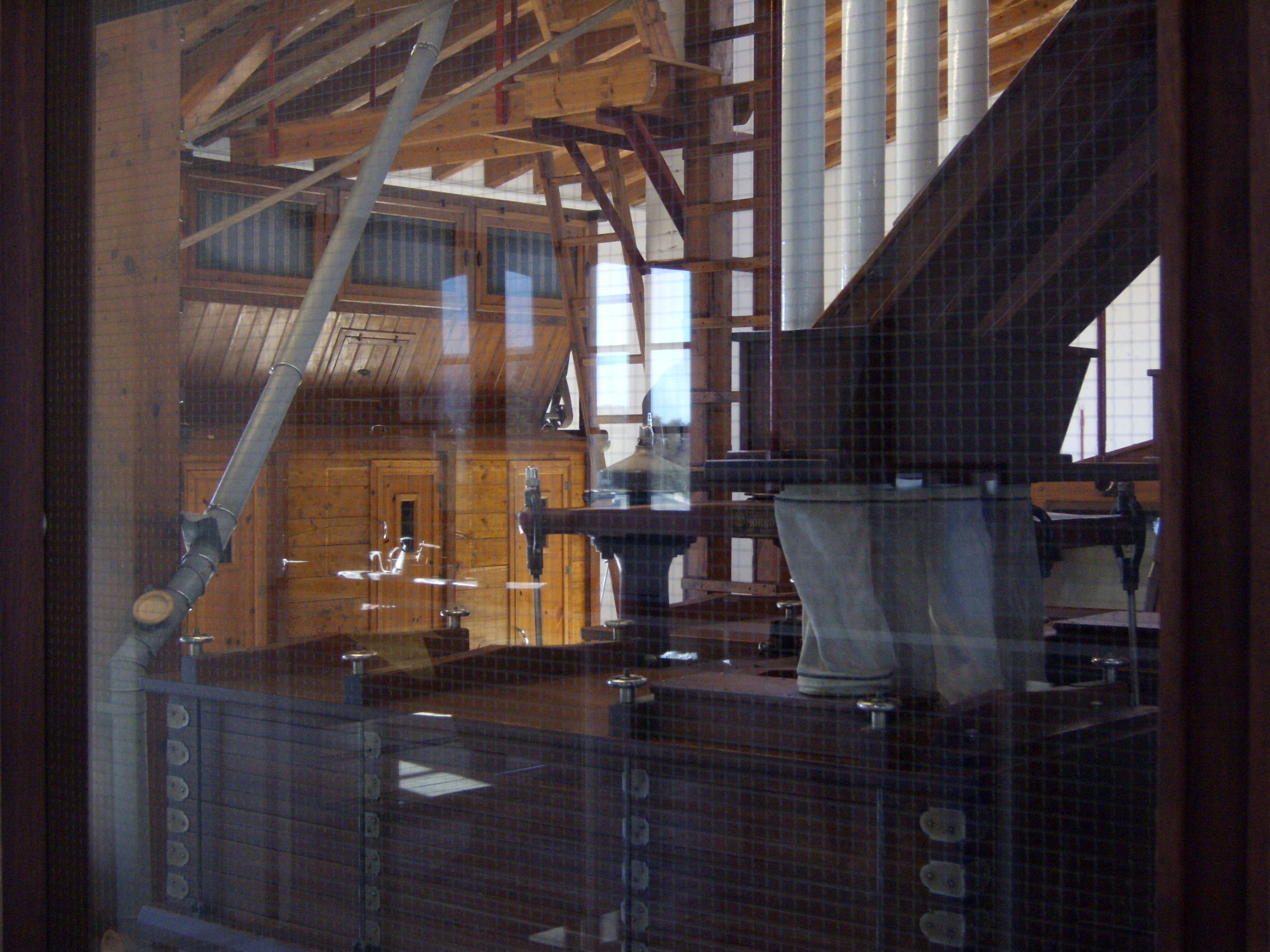
Ecomuseu de la Farinera. Castelló d'Empúries
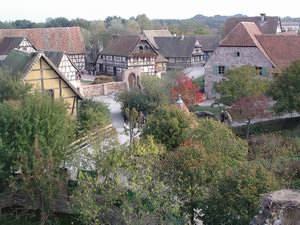
Ecomusée d'Alsace